# Пирапемас

Пирапемас на карте штата.

Пирапемас (порт. Pirapemas) — муниципалитет в Бразилии, входит в штат Мараньян. Составная часть мезорегиона Север штата Мараньян. Входит в экономико-статистический микрорегион Итапекуру-Мирин. Население составляет 17 381 человек на 2010 год. Занимает площадь 688,761 км². Плотность населения — 25,24 чел./км².

## Демография
Согласно сведениям, собранным в ходе переписи 2010 г. Национальным институтом географии и статистики (IBGE), население муниципалитета составляет:
| Полное население                               | Полное население                               | Полное население                               | Полное население                               | 17 381 |
| ---------------------------------------------- | ---------------------------------------------- | ---------------------------------------------- | ---------------------------------------------- | ------ |
| в том числе:                                   | Городское население                            | 11 146                                         | Процент городского населения, %                | 64,13  |
|                                                | Сельское население                             | 6235                                           | Процент сельского населения, %                 | 35,87  |
|                                                | Мужское население                              | 8666                                           | Процент мужского населения, %                  | 49,86  |
|                                                | Женское население                              | 8715                                           | Процент женского населения, %                  | 50,14  |
| Плотность населения, чел/км²                   | Плотность населения, чел/км²                   | Плотность населения, чел/км²                   | Плотность населения, чел/км²                   | 25,24  |
| Население муниципалитета в % к населению штата | Население муниципалитета в % к населению штата | Население муниципалитета в % к населению штата | Население муниципалитета в % к населению штата | 0,26   |

По данным оценки 2016 года, население муниципалитета составляет 18 182 жителя.

## История
Город основан 11 декабря 1953 года. 

## Статистика
- Валовой внутренний продукт на 2003 год составляет 27 738 826,00 реалов (данные: Бразильский институт географии и статистики).
- Валовой внутренний продукт на душу населения на 2003 год составляет 1904,75 реала (данные: Бразильский институт географии и статистики).
- Индекс развития человеческого потенциала на 2000 год составляет 0,572 (данные: Программа развития ООН).

## Известные уроженцы
- Вириату Коррея (1884—1967) — бразильский писатель, драматург, журналист, редактор, политический и общественный деятель. Член Бразильской академии литературы.

## География
Климат местности: субтропический гумидный.